# Richmond nella guerra di secessione americana

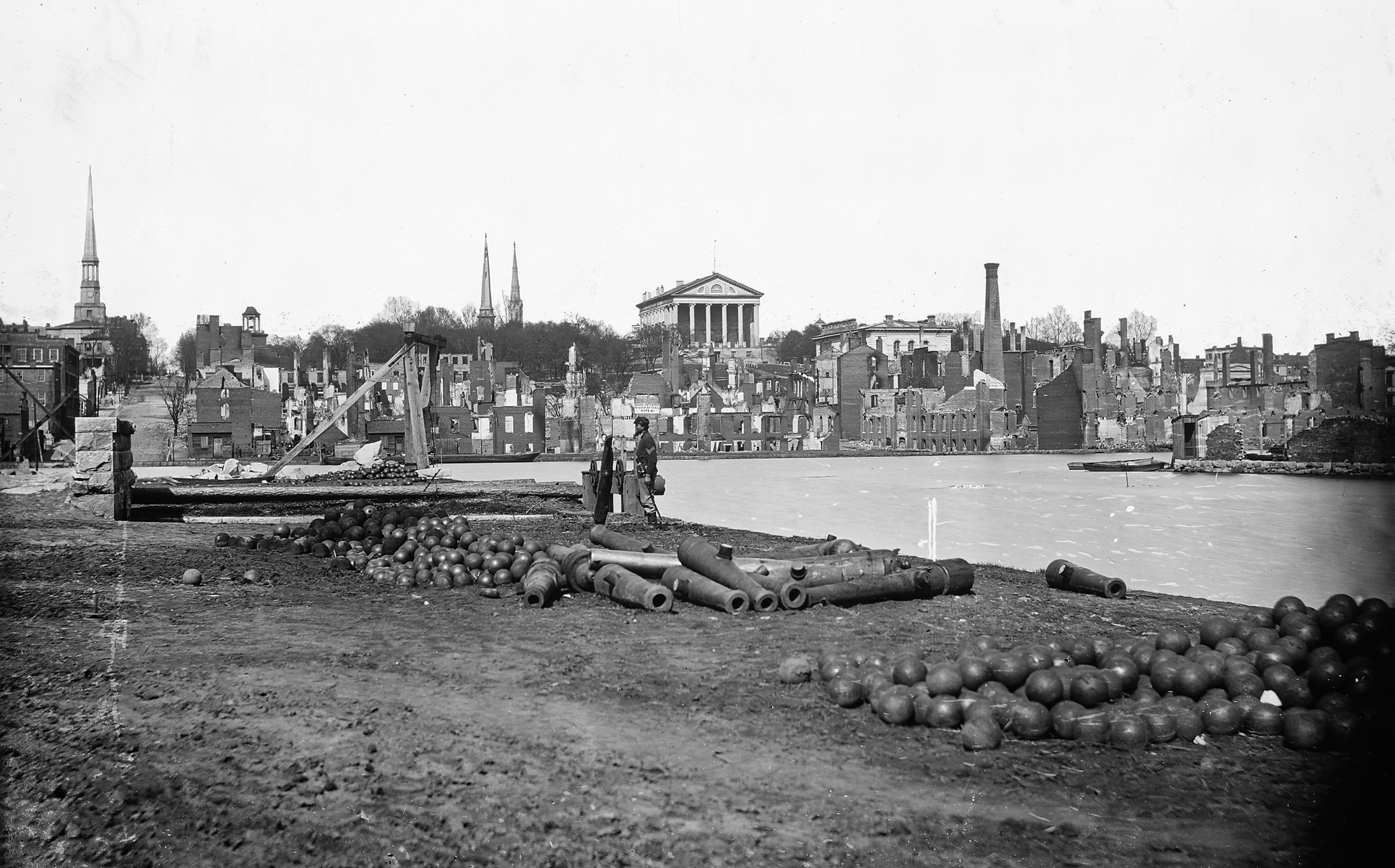
Veduta della città sulle rive del canale Basin, dopo l'evacuazione e l'incendio appiccato dalle truppe sudiste in fuga nell'aprile del 1865.

Richmond nella guerra di secessione statunitense fu la capitale ufficiale politico-amministrativa degli Stati Confederati d'America per quasi tutto il corso del conflitto. Essa non sarà solamente la sede dell'assemblea parlamentare e del potere esecutivo, ma servì anche come centro di produzione e base di raccolta per munizioni, armamenti pesanti e armi individuali, rifornimenti e manodopera per il Confederate States Army e la Confederate States Navy.
In quanto tale sarebbe stata difesa a tutti i costi indipendentemente dal proprio status politico; la città si venne a trovare a meno di 160 km in linea d'aria dalla capitale dell'Unione Washington.

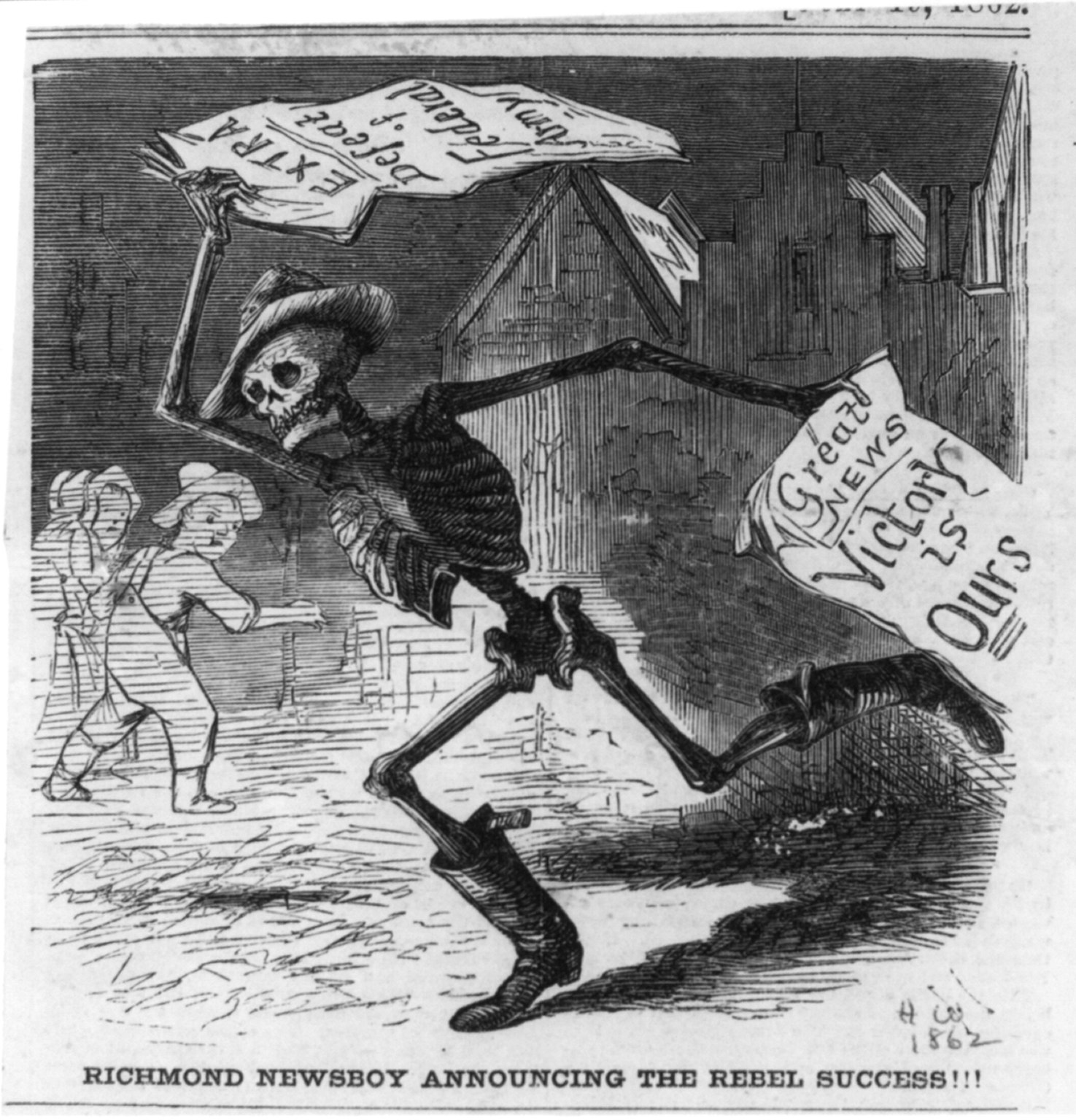
La morte personificata annuncia via stampa la vittoria dei ribelli.

Per la sua notevole importanza sia simbolica che, soprattutto, strategica, nello sforzo bellico confederato rimase uno dei principali bersagli di numerosi tentativi da parte delle forze dell'Union Army volti ad impossessarsene, in particolar modo durante la Campagna peninsulare del 1862 diretta da George McClellan e la Campagna terrestre del 1864 guidata da Ulysses S. Grant.
La sua sempre maggior vicinanza alle linee del fronte e dei combattimenti avrebbe condotto presto a farne un centro ospedaliero (soprattutto il "Chimborazo Hospital") e la sede di svariate prigioni militari. La città cadde infine il 3 aprile del 1865, con vaste porzioni del centro urbano distrutte dagli incendi a seguito dell'evacuazione generale decisa dal presidente degli Stati Confederati d'America.
Al termine della guerra saranno eretti un gran numero di memoriali, monumenti e musei.

## Significato strategico e simbolico
Nel censimento del 1860 Richmond rappresentava la 25° area urbana per dimensioni degli interi Stati Uniti d'America, con una popolazione ammontante a poco meno di 38.000 abitanti. Era la capitale dello Stato federato della Virginia fin dal 1780.

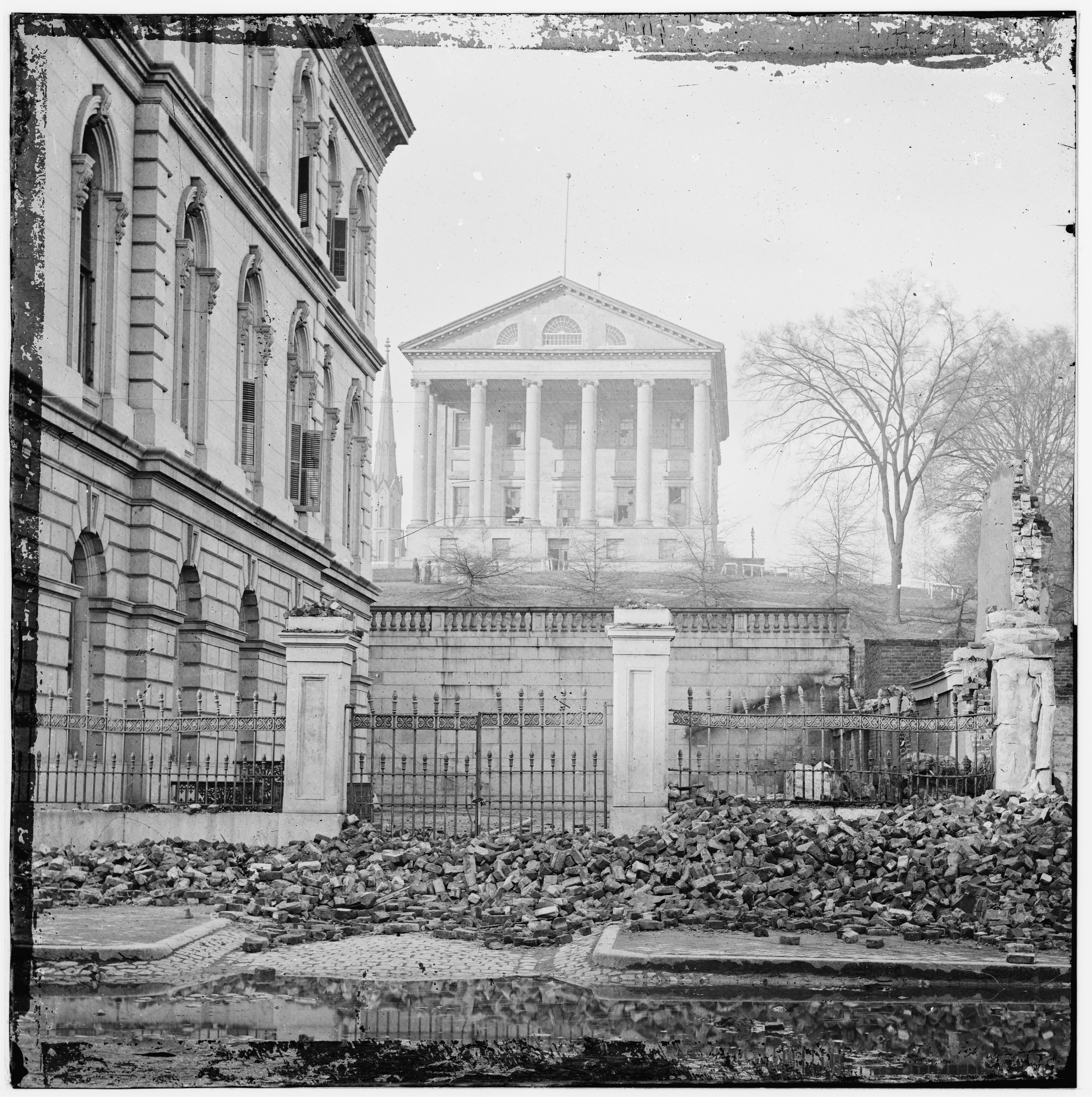
Il Campidoglio (Richmond) utilizzato come "Campidoglio confederato" nel 1865. A sinistra si trova la Dogana (l'odierna "Lewis F. Powell Jr. United States Courthouse"), usata dal Dipartimento del Tesoro secessionista e dagli uffici del Presidente e del suo Vice.

### Capitale della Confederazione
Con la dichiarazione di secessione e relative ordinanze in merito avviate a partire dal dicembre del 1860 furono formati gli "Stati Confederati" all'inizio dell'anno seguente, composta dai primi Stati del profondo Sud separatisi dall'Unione. In un primo momento venne selezionata per essere la capitale del nuovo organismo sovrastatale Montgomery e il suo Campidoglio.
Dopo che l'esercito sudista sparò i primi colpi dando il via al bombardamento e alla battaglia di Fort Sumter a Charleston iniziando ufficialmente la guerra civile il 12 e 13 aprile del 1861, ulteriori Stati del Sud si separarono.
La Virginia deliberò a favore della secessione il 17 seguente ed esistette brevemente in qualità di "Repubblica indipendente" prima di unirsi alla Confederazione il 19 di giugno. Già l'8 di maggio tuttavia all'Assemblea generale provvisoria dei delegati secessionisti di Montgomery venne presa la decisione di eleggere proprio Richmond quale capitale confederata.
Di lì a breve, in riconoscimento dell'estrema importanza strategica assunta dalla Virginia, si attuò il trasferimento degli organi politico-organizzativi dall'Alabama a Richmond.

Il "Grande sigillo degli Stati Confederati d'America" del 1863.

Il "Grande sigillo degli Stati Confederati d'America", adottato a partire dal 30 aprile del 1863, presenta una raffigurazione del 1° presidente degli Stati Uniti d'America George Washington basata sul Virginia Washington Monument immediatamente adiacente al palazzo del Campidoglio confederato.
Richmond rimarrà quindi l'effettiva capitale fino al 2 aprile del 1865 quando il governo secessionista della presidenza di Jefferson Davis venne evacuato e ristabilito, anche se assai brevemente, a Danville.

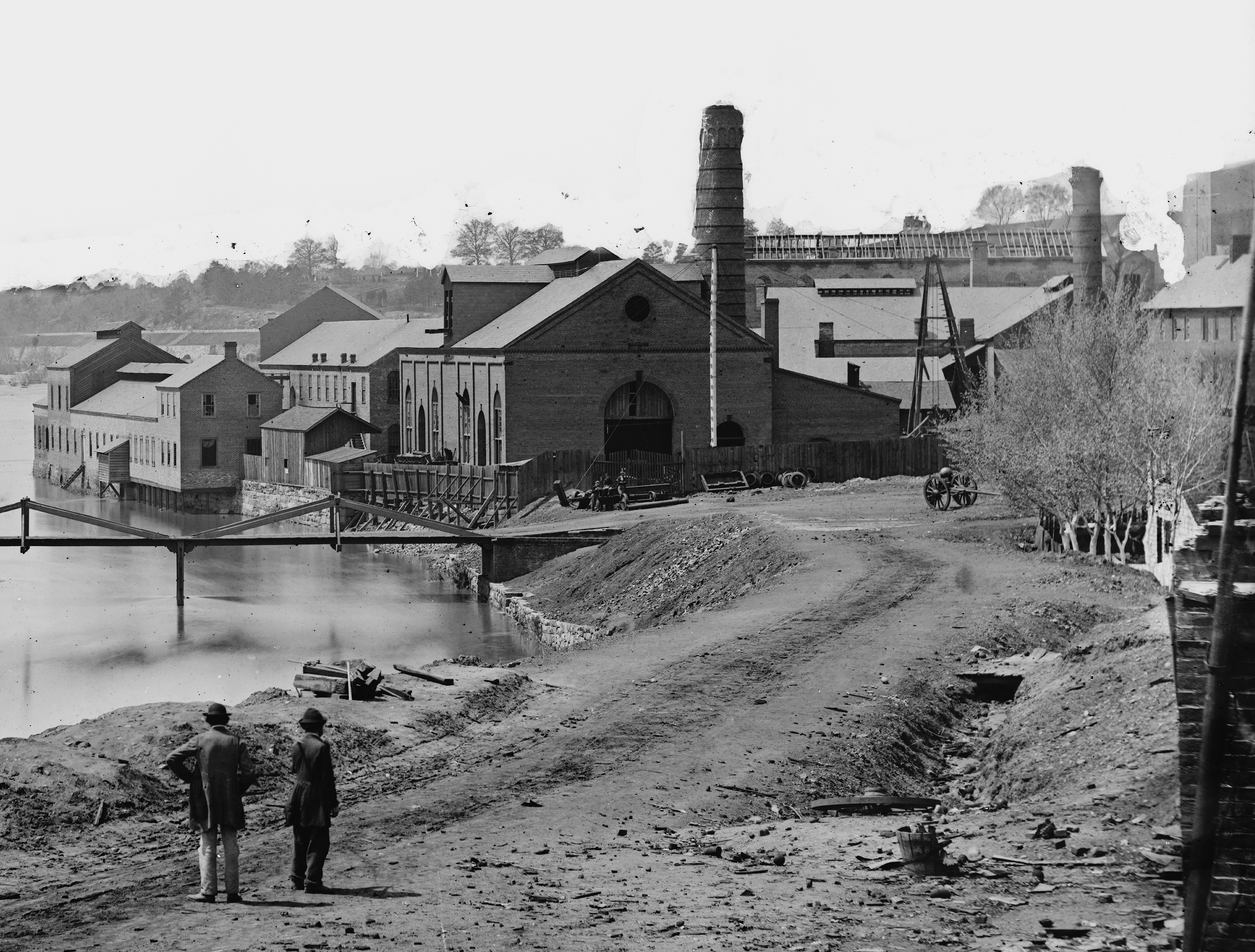
Particolare dell'edificio adibito alla fabbricazione di corazzature per imbarcazioni in una foto di Alexander Gardner.

### Centro industriale
Posizionata sulla "Atlantic Seaboard fall line" (le linea geografica che conduce alla via che conduce all'Oceano Atlantico) lungo il fiume James la città ebbe un accesso immediato ad un'ampia fornitura di energia idroelettrica atta a gestire attivamente i mulini e le fabbriche presenti sul suo perimetro urbano periferico.
La Tredegar Iron Works estendentesi tutt'attorno alle rive fluviali fornì munizioni di alta qualità per tutta la durata del conflitto; fabbricazione di cannoni di ogni tipo e calibro posti immediatamente a completa disposizione del governo sudista. Allo stesso tempo fonderia, laminatoio e officina meccanica l'azienda produsse, oltre a proiettili, anche corazzature, locomotive a vapore per la rete ferroviaria, rotaie, mine terrestri e mine navali, macchinari per altre fabbriche. 
Tredegar è anche accreditata per la produzione di circa 10.000 pezzi di artiglieria, tra cui il cannone Brooke, il che rappresentò all'incirca la metà della produzione nazionale totale del Sud in questo settore.
La fonderia annessa costruì inoltre - come detto - 723 tonnellate di corazzature le quali coprirono la CSS Virginia (l'ex USS Merrimack), protagonista del primo scontro tra navi da battaglia corazzate avvenuto nel marzo del 1862 nella Battaglia di Hampton Roads. Gli stabilimenti Tredegar con officina e opificio si trovarono adiacenti all'arsenale cittadino il quale fu ri-commissionato sotto la sua direzione subito prima dell'esplosione delle ostilità.

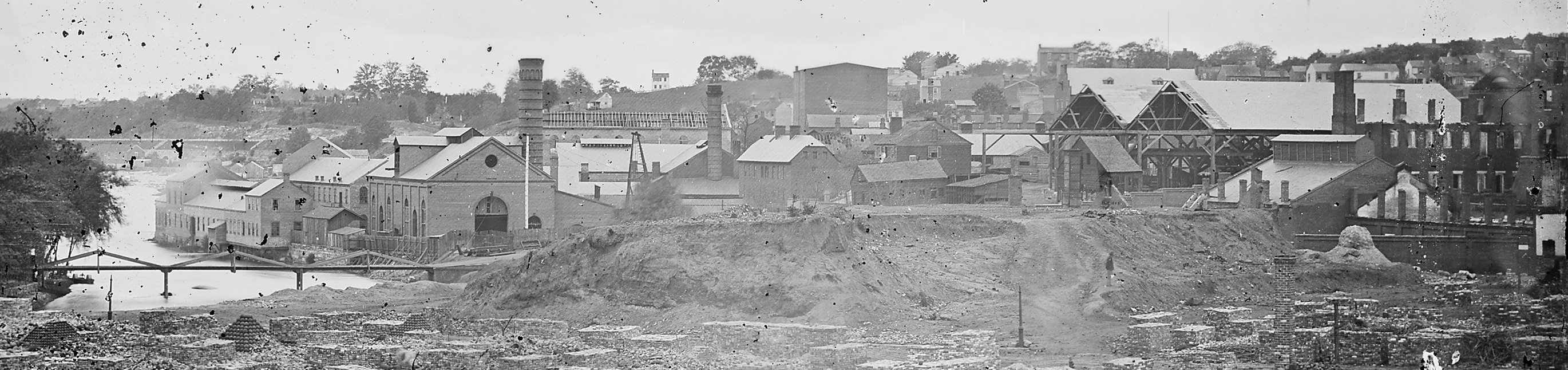
Le rovine delle "Tredegar Iron Works" nell'aprile del 1865.

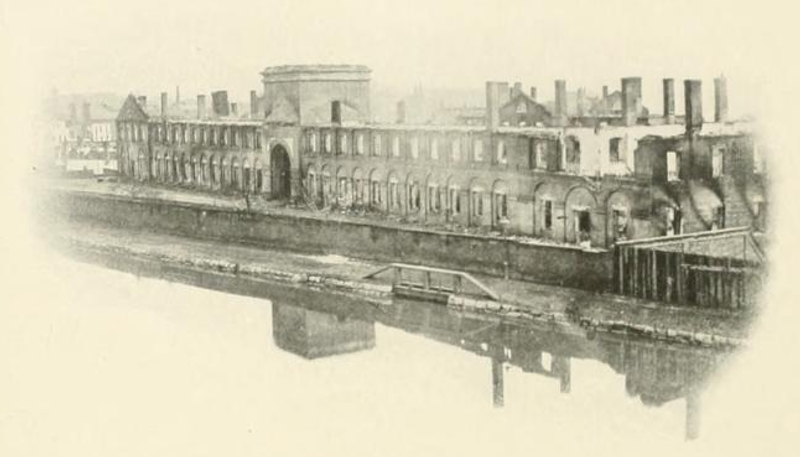
Rovine del "Virginia Manufactory of Arms".

Sulla "Brown's Island" venne fondato il "Confederate States Laboratory" per consolidare la produzione di esplosivo in un ambiente isolato nell'eventualità di qualche scoppio accidentale.
Numerose fabbriche minori vennero adibite alla realizzazione di tende, uniformi, imbracature per la cavalleria e articoli in pelle, armi bianche e baionette oltre ad altri tipi di materiale bellico vario. Con il progredire della guerra i grandi magazzini cittadini divennero il centro della logistica e dei rifornimenti di salmeria e vettovagliamento per gran parte delle forze confederate all'interno del quadro del Teatro Orientale della guerra di secessione americana.

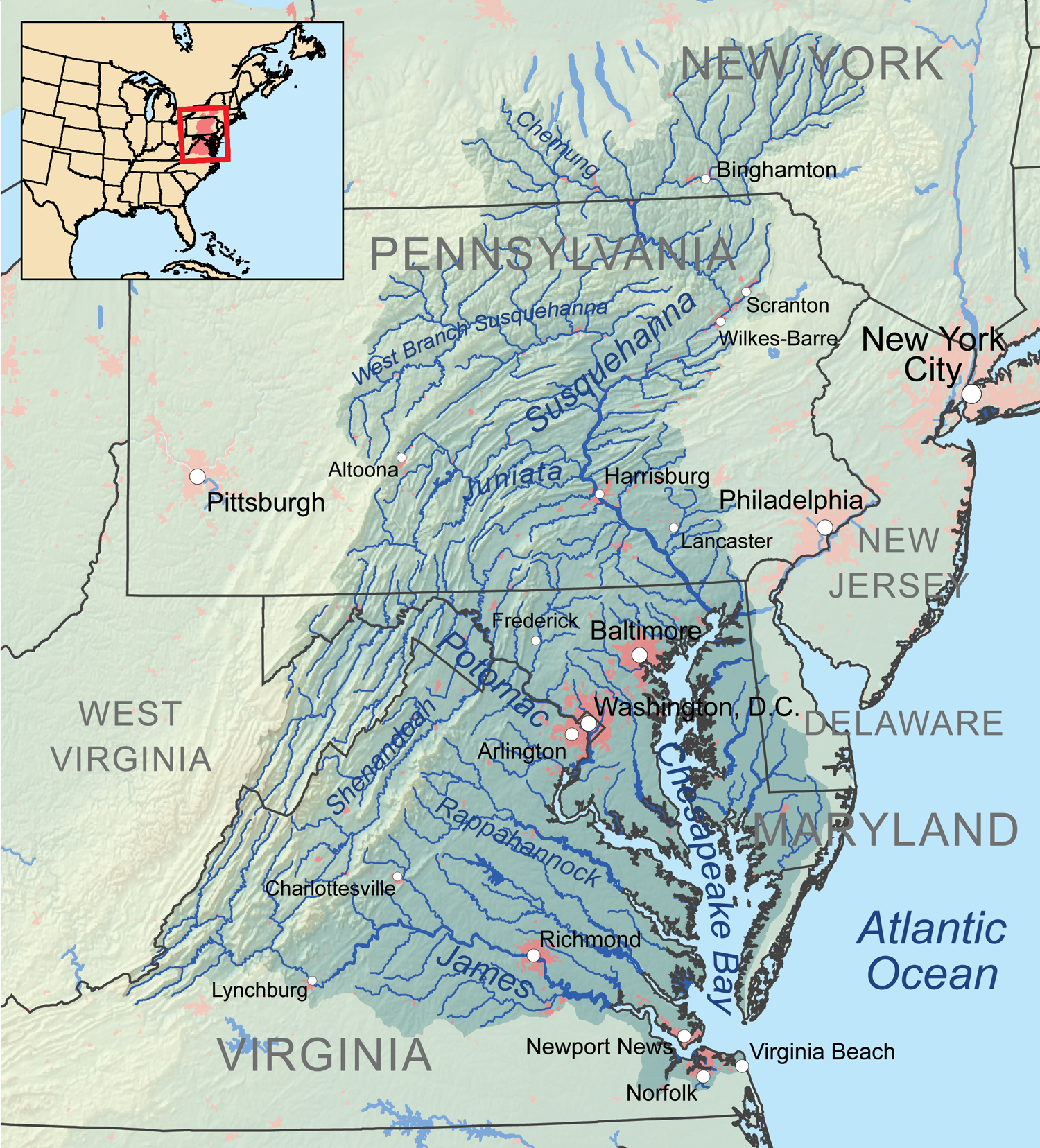
Localizzazione della baia di Chesapeake.

Richmond si rivelerà anche un centro basilare per i trasporti, fu difatti il capolinea di ben 5 tratte ferroviarie: la "Richmond, Fredericksburg and Potomac Railroad", la "Virginia Central Railroad", la "Richmond and York River Railroad", la "Richmond and Petersburg Railroad" ed infine anche la "Richmond and Danville Railroad", così come del canale dei fiumi James e Kanawha, insieme ad un porto marittimo con accesso alla baia di Chesapeake e quindi alla costa oceanica.

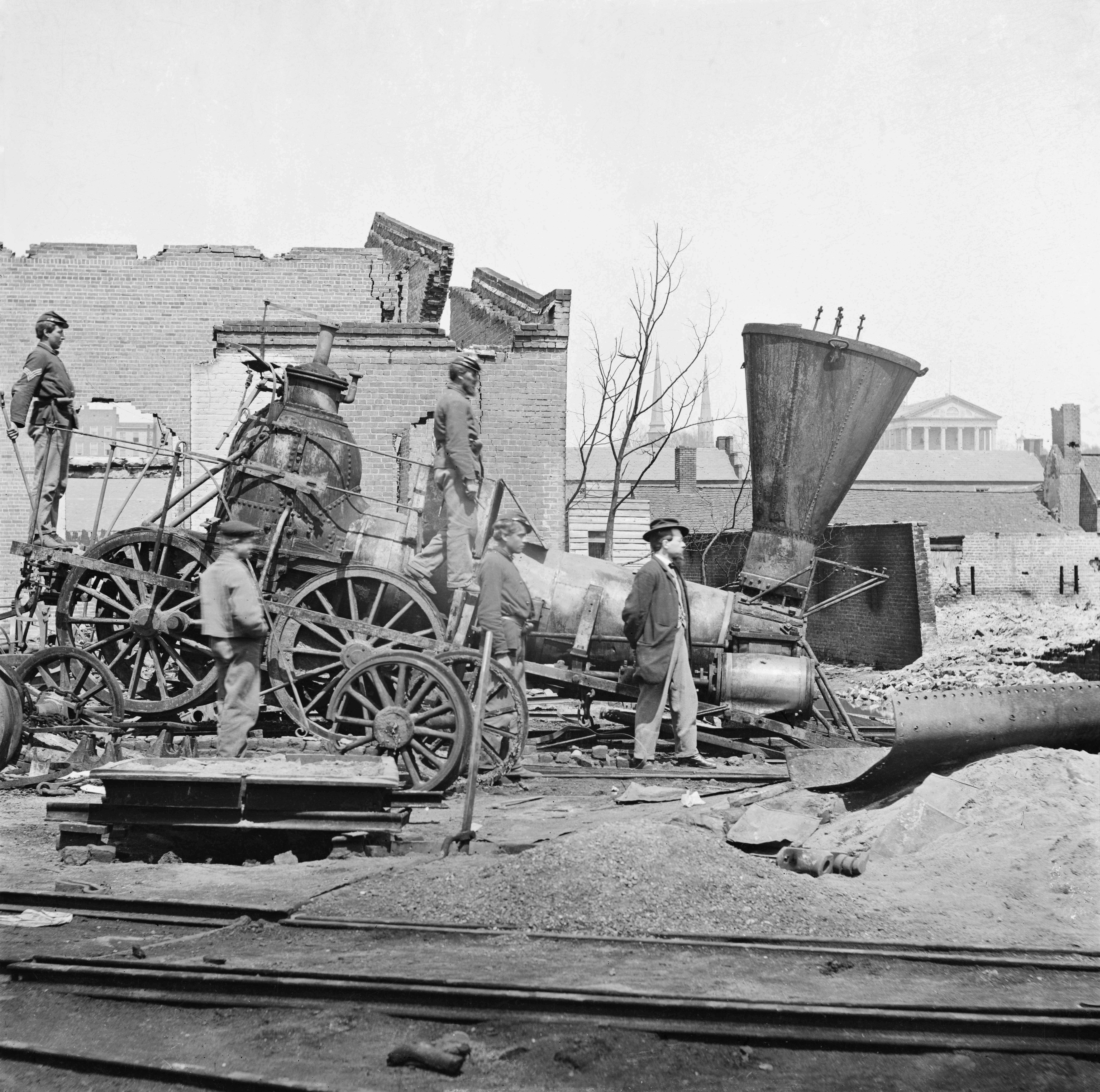
Distruzione di una locomotiva della "Richmond and Petersburg Railroad".

Con la sua caduta tutti gli snodi ferroviari e finanche il canale vennero definitivamente e a tutti gli effetti tagliati ed interrotti dall'Armata del Potomac unionista.

## Campagna peninsulare
Verso la fine della primavera del 1862 l'Armata del Potomac, il maggiore tra gli eserciti dell'Union Army, sbarcò sotto la guida del maggior generale George McClellan sulle coste della Virginia Peninsula.

Localizzazione della Virginia Peninsula.

Il comandante dell'Unione, che aveva inizialmente goduto della pubblicità scaturita da una serie di successi nel corso della Campagna della Virginia Occidentale svoltasi l'anno precedente, venne incaricato di portare a termine l'occupazione della capitale nemica; in quanto per lo più incalzato da pressanti richieste da gran parte dell'opinione pubblica.
Le manovre da lui attuate, così come le battaglie e gli scontri che ne derivarono divennero collettivamente noti sotto la denominazione di Campagna peninsulare, la quale culminerà nelle battaglie dei Sette Giorni.
La base di partenza della strategia militare attuata sarà Fort Monroe, rimasto fino ad allora saldamente in possesso delle forze unioniste, all'estremità orientale della penisola. Gli sforzi condotti per prendere Richmond dalla parte del fiume James furono però bloccati efficientemente dalle difese confederate ivi stanziate nella battaglia di Drewry's Bluff del 15 maggio, circa 8 miglia a valle da Richmond.
L'avanzata dell'esercito federale venne quindi fermata a breve distanza dai primi centri abitati della città, nella battaglia di Seven Pines svoltasi tra il 31 maggio e il 1° di giugno, nelle immediate vicinanze di quello che è ai giorni nostri l'aeroporto Internazionale di Richmond.

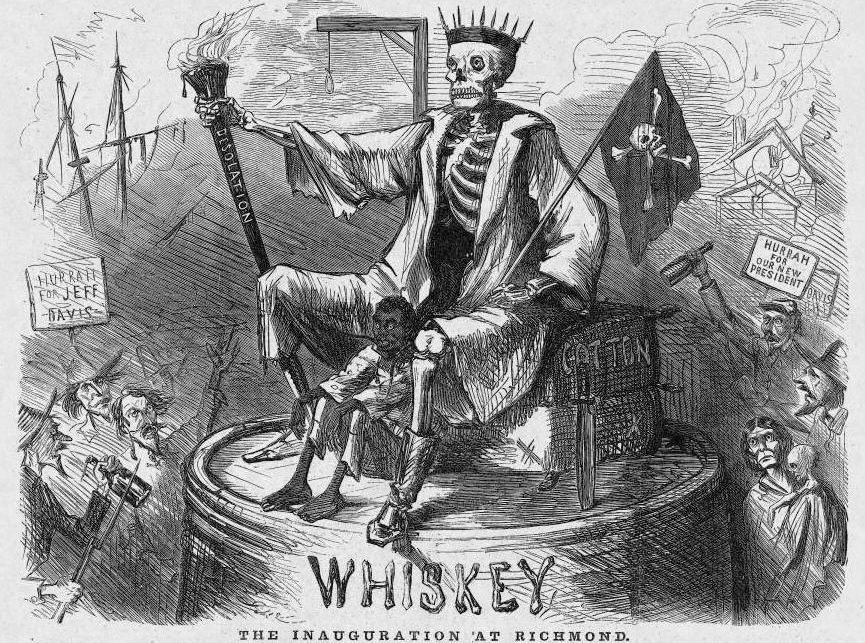
L'inaugurazione del presidente degli Stati Confederati d'America: La raffigurazione della morte in trono su un barile di whisky.

### Sette Giorni
Per un periodo ininterrotto di 7 giorni, dal 25 di giugno al 1º luglio, la linea difensiva cittadina, le fortificazioni e le trincee correlate vennero installate e rafforzate ad opera di Robert Edward Lee.
Il tragitto della fanteria unionista rimase però bloccato grazie all'audace incursione della cavalleria di James Ewell Brown Stuart e ad un'inaspettata apparizione degli oramai celebri "cavalleggeri appiedati" (la "Foot cavalry") di Thomas Jonathan Jackson i quali, unitisi alla prima già sul campo, permetterà di far decisamente innervosire il sempre troppo cauto McClellan, che alla fine decise d'intraprendere un ripiegamento generale proprio poco prima di essere giunto davanti a Richmond.
Anche se numerose porzioni del Sud stavano già cadendo sotto i colpi inferti da Ulysses S. Grant nel Teatro Occidentale della guerra di secessione statunitense, il risultato completamente fallimentare della campagna intrapresa da McClellan volta alla presa della capitale nemica protrarrà di quasi altri 3 anni la guerra civile nel Teatro Orientale.

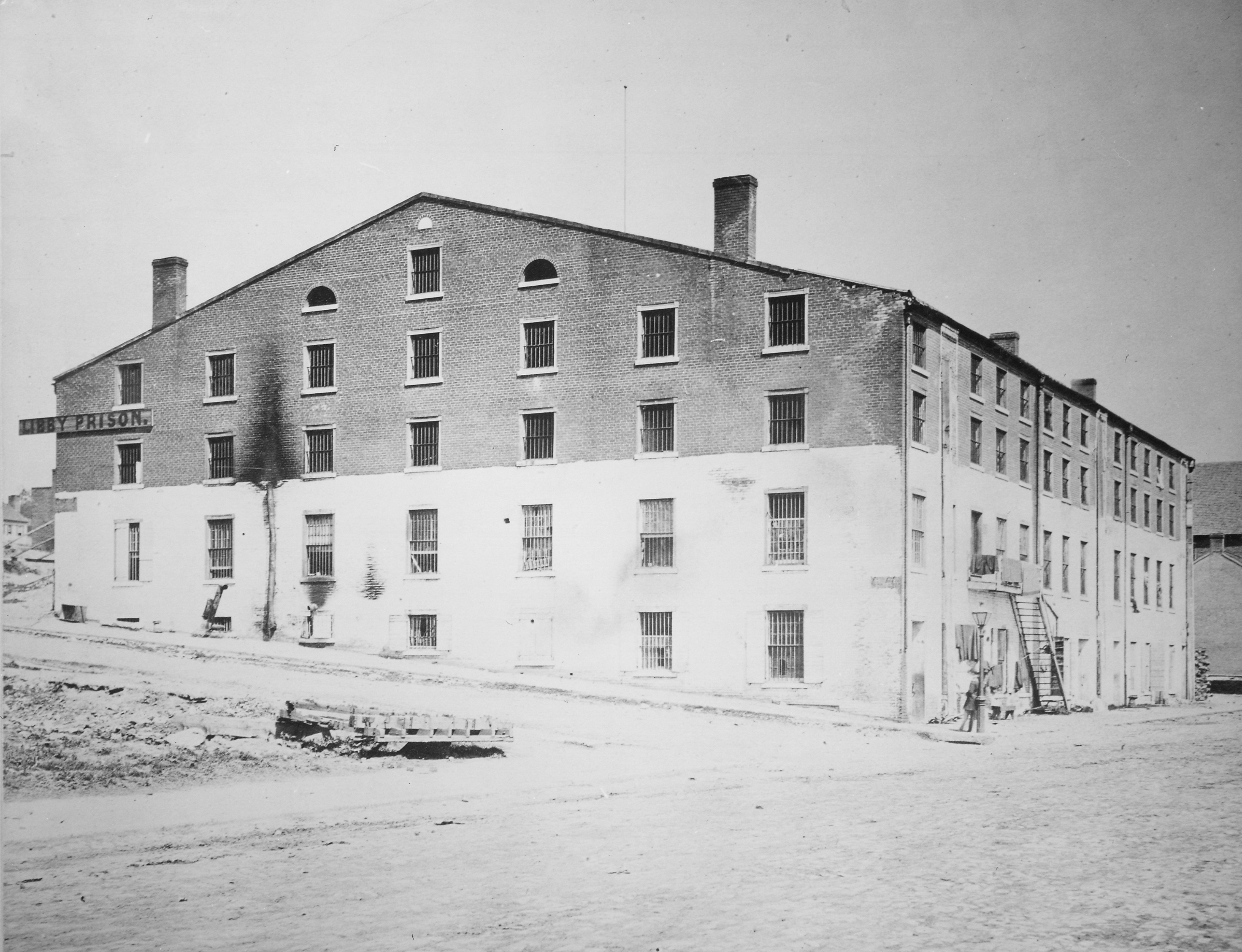
Una veduta di Libby Prison nel maggio del 1865.

## Anni di guerra: 1863-1865
A causa della sua estrema vicinanza ai campi di battaglia e del suo alto livello difensivo la città subirà numerose perdite da entrambe le parti (sia offensiva che difensiva); in quanto sede di primaria importanza di svariati centri ospedalieri, prigioni militari (in particolar modo la Libby Prison, il Castle Thunder e Belle Isle) e molti cimiteri feriti e caduti vi vennero ammassati a mano a mano che il conflitto proseguiva con modalità sempre più cruente.
Il 13 marzo del 1863 il laboratorio di munizioni e polvere da sparo situato sulla Brown's Island fu scosso da un'esplosione che finì col lasciare esanimi sul terreno dozzine di operai.

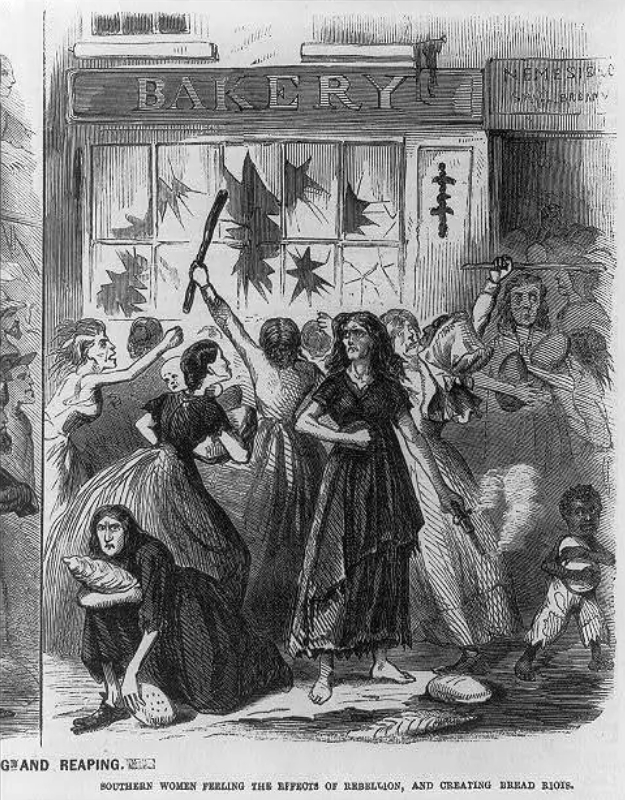
La "sommossa per il pane" in un'illustrazione dell'epoca.

Il 2 aprile seguente il centro urbano venne assediato e sconvolto da una grossa folla che dette il via ad una "rivolta per il pane", questo poiché le casalinghe e le massaie stentavano a permettersi i prezzi alimentari molto alti vigenti; vi furono quindi irruzioni a forza nei negozi e depredazioni di generi di prima necessità.
Il tentativo di sommossa fu organizzato da Mary Jackson, una venditrice ambulante nonché madre di un soldato al fronte. La presidenza di Jefferson Davis chiamò rapidamente la milizia statale per sopprimere prontamente i disordini scatenatisi dalla fame con conseguenti assalti e danneggiamenti alle imprese commerciali.
Quello che viene considerato un punto di svolta della guerra di secessione americana si presentò alla battaglia di Gettysburg (denominato "High-water mark of the Confederacy") dei primi giorni del luglio 1863.
Le successive campagne intraprese nella seconda metà di quello stesso anno risulteranno proporzionalmente assai equilibrate e non riusciranno più portare ad uno scontro decisivo; ma nonostante ciò i residenti civili entreranno nell'inverno 1863-64 per lo più ancora relativamente ottimisti riguardo alle future fortune degli Stati Confederati d'America.

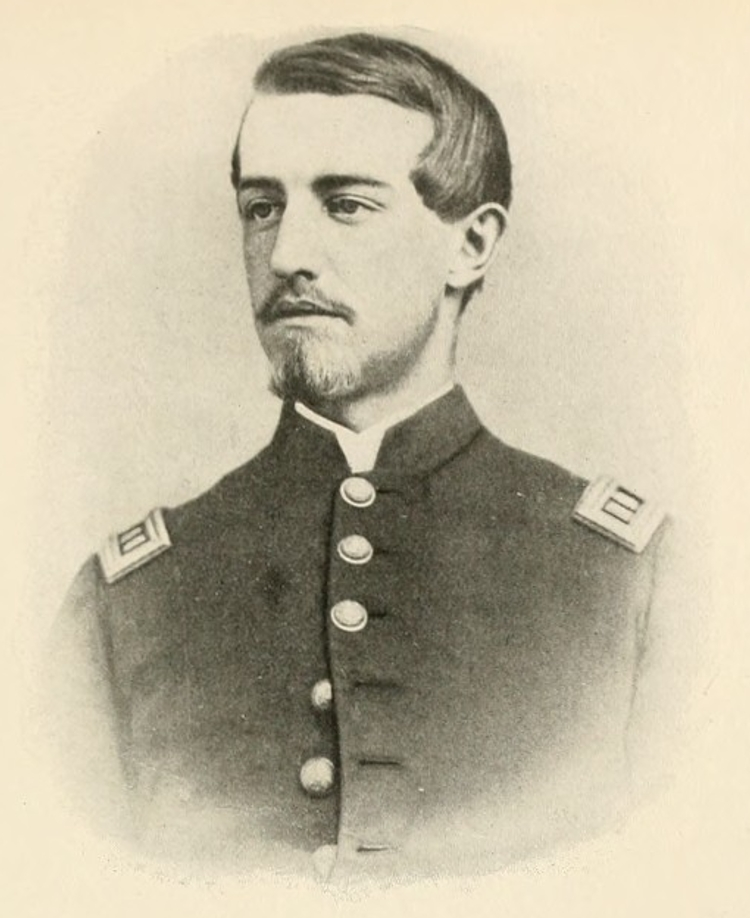
Foto di Ulric Dahlgren.

Una delle più audaci evasioni di massa verificatesi nel corso del conflitto ebbe luogo nel febbraio del 1864, quando più di un centinaio di prigionieri di guerra detenuti alla Libby Prison riusciranno a fuggire durante la notte (sarà l'evasione da Libby Prison). Meno della metà saranno riacciuffati dalle truppe di sicurezza sudiste, mentre la maggioranza raggiungerà le linee dell'Unione.
Solamente pochi giorni dopo, il 2 di marzo, la città venne scossa dall'"Affare Dahlgren" (dal nome di Ulric Dahlgren, militare che cercò di assumersi l'obiettivo di uccidere J. Davis) un attacco diretto unionista volto alla rottura del fronte e all'irruzione nella capitale ribelle; si esaurirà però in una maniera del tutto inconcludente.

La Campagna terrestre avviata nel 1864 dal comandante generale dell'esercito statunitense Grant costringerà l'Armata Confederata della Virginia Settentrionale di Lee ad una serie successiva di ripiegamenti tutt'attorno a Petersburg (Virginia) prima e alla stessa Richmond poi; da dove cercherà di mantenere per quanto possibile sotto controllo i continui progressi effettuati dall'Armata federale.

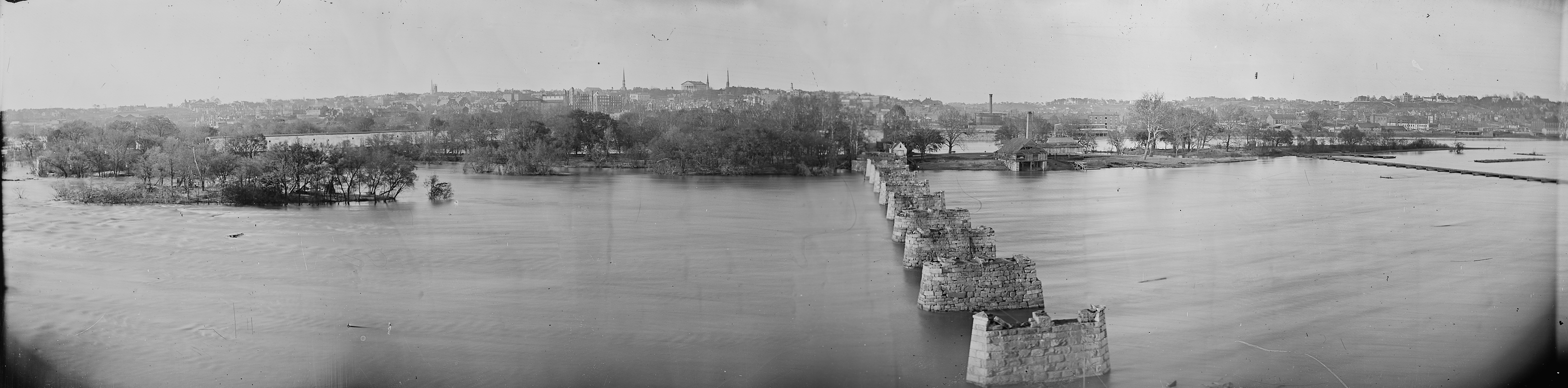
Orizzonte panoramico di Richmond dopo l'incendio che precedette l'evacuazione, visto dall'altra sponda del fiume James. Il Mayo Bride interamente bruciato è in primo piano.

## Evacuazione e presa della città

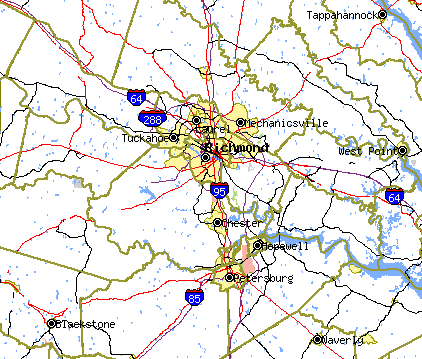
Mappa di Richmond e Petersburg.

Dopo il lungo e sanguinoso assedio di Petersburg il comandante generale dell'esercito statunitense conquistò sia Petersburg che la stessa Richmond nei primissimi giorni di aprile del 1865.
Mentre la caduta della prima città era imminente nell'"Evacuation Sunday" del giorno 2 Jefferson Davis, tutto il suo governo e gli ultimi difensori confederati abbandonarono Richmond al proprio destino e presero la via della fuga in direzione Sud, sull'ultima linea ferroviaria rimasta ancora aperta, la "Richmond and Danville Railroad".

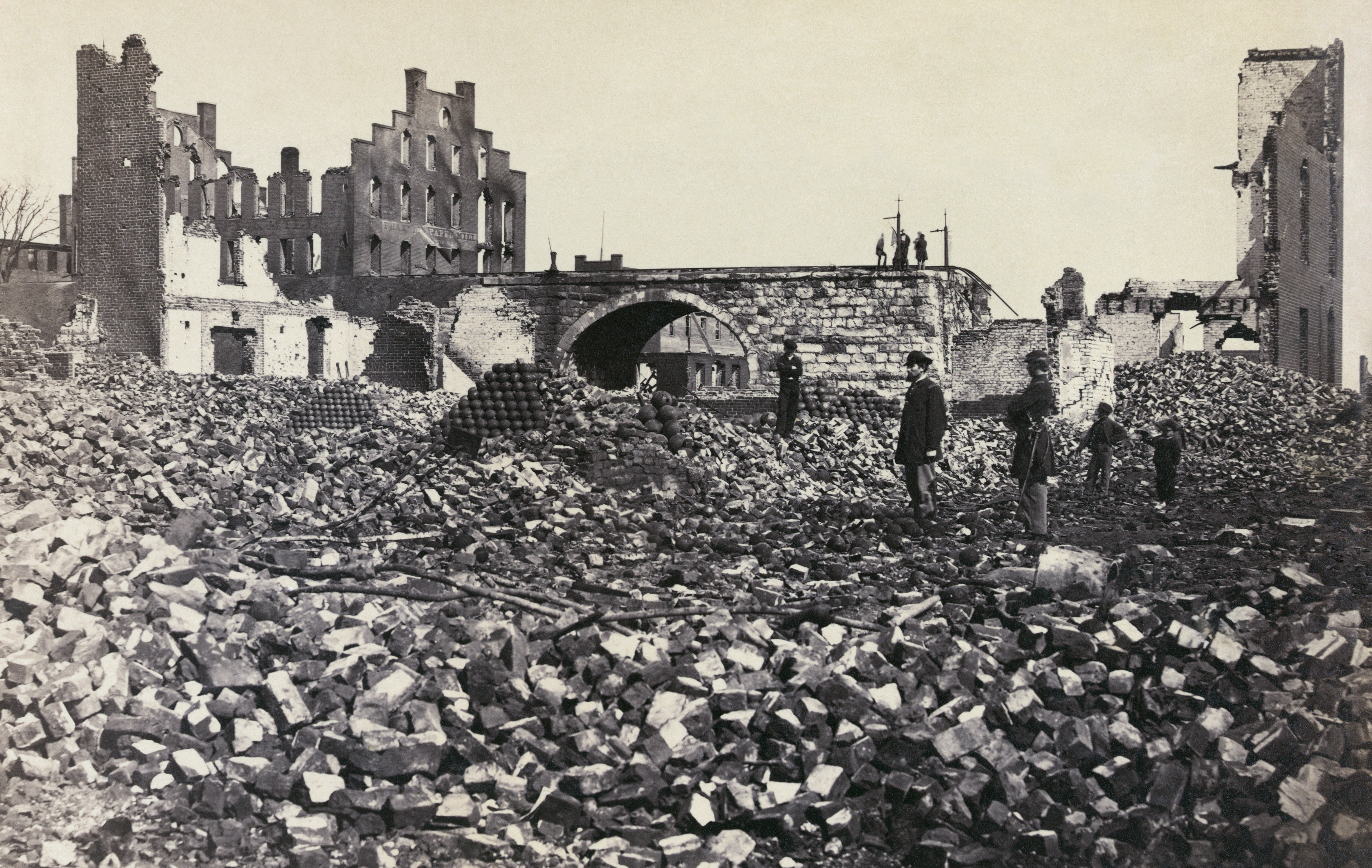
Danni all'armeria cittadina. Stampa all'albume, 1865.

I soldati in piena ritirata ricevettero l'ordine perentorio - prima di andarsene - di appiccare il fuoco ai ponti rimasti ancora in piedi, all'armeria e ai magazzini contenenti gli ultimi rifornimenti disponibili. L'incendio nella città in gran parte abbandonata sfuggì velocemente ad ogni controllo finendo col distruggere gran parte del centro urbano, raggiungendo senza poter essere in alcun modo bloccato quasi il limite di "Capitol Square".

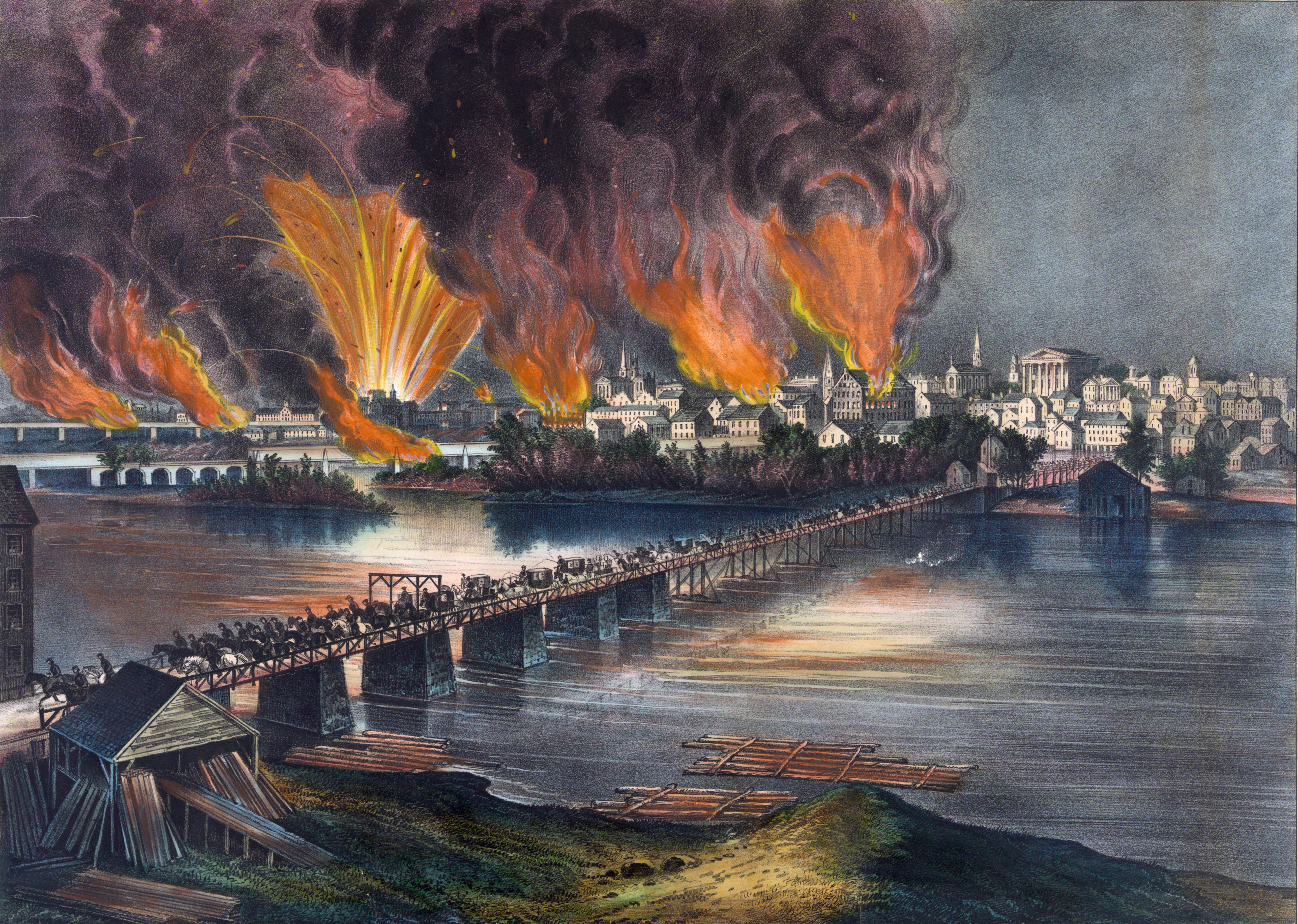
Litografia dell'incendio che investì la città la notte del 2 aprile.

La conflagrazione non si estinse completamente fino a quando il sindaco di Richmond assieme ad altri civili non decisero di dirigersi verso le linee unioniste ad Est su "New Market Road" (l'odierna "Virginia State Route 5") con l'intenzione di arrendersi ufficialmente e consegnare la città il giorno seguente.

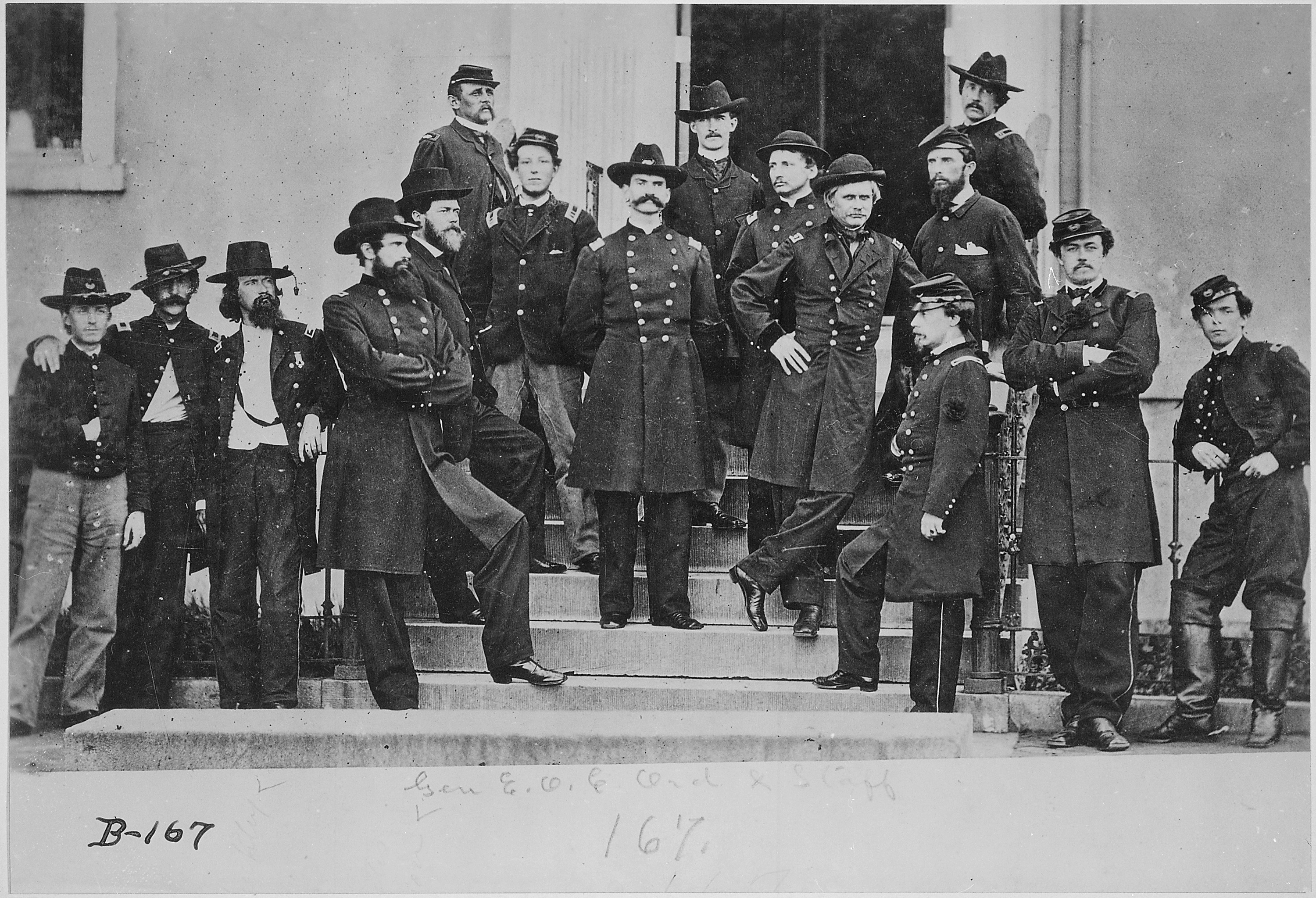
Il quartier generale di Edward Ord davanti alla Casa Bianca confederata.

Le truppe dell'Union Army poterono in tal maniera incominciare a spegnere i focolai d'incendi residui. L'evento diverrà noto col nome di "Evacuation Fire". L'occupazione avrà come sovrintendente prima il generale dell'Unione Godfrey Weitzel e successivamente Edward Ord.
Il 16° presidente degli Stati Uniti d'America Abraham Lincoln, che in quello stesso lasso di tempo si trovava in visita al quartier generale di Ulysses S. Grant e che soggiornava nelle immediate vicinanze di City Point, compì un giro della città caduta tra il 4 e il 7 di aprile.

Percorrerà le vie sia a piedi che in carrozza accompagnato dal giovane figlio Thomas Lincoln III, farà visita all'oramai ex "Casa Bianca della Confederazione" e al Campidoglio.

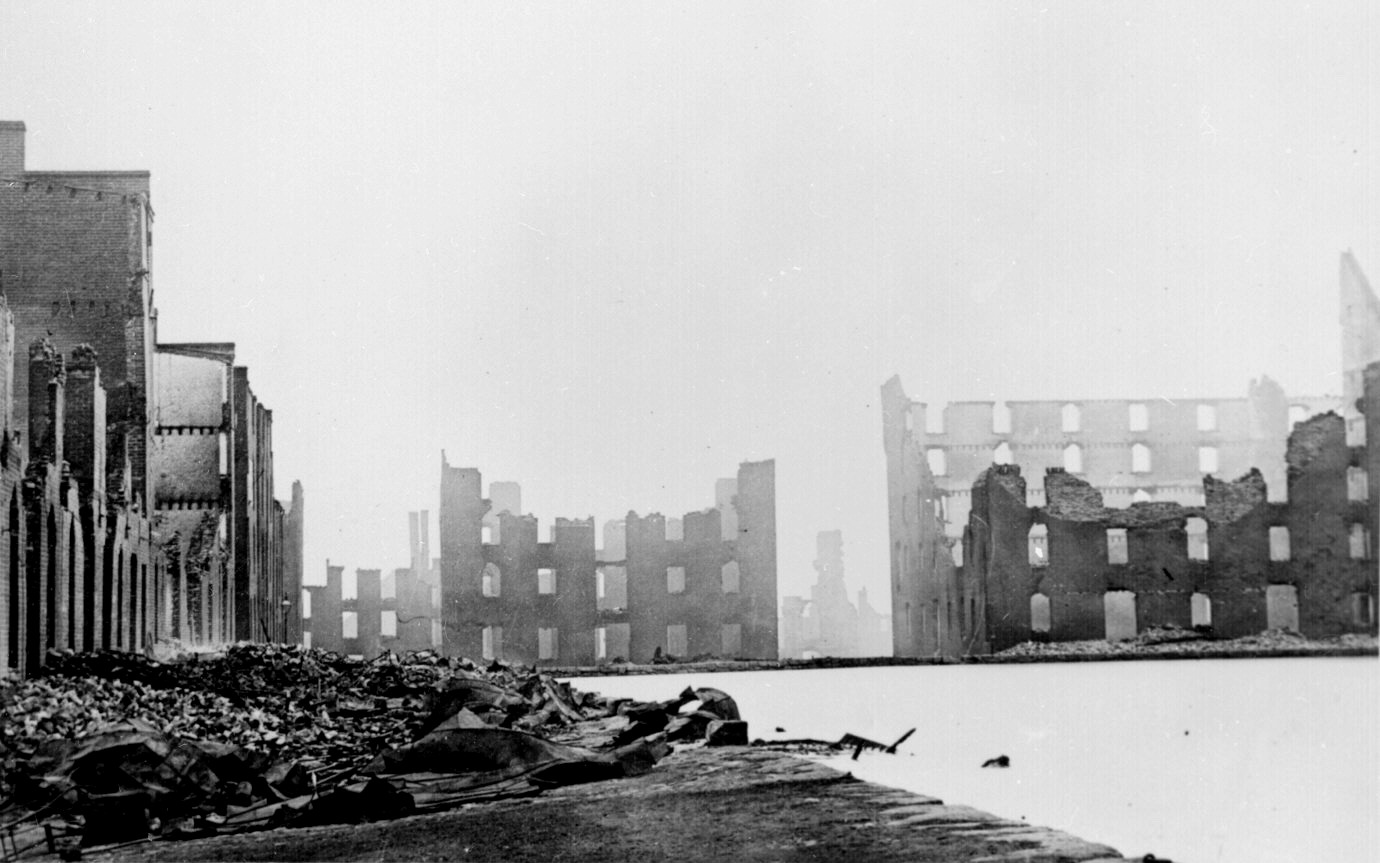
Rovine del Gallego Flour Mills
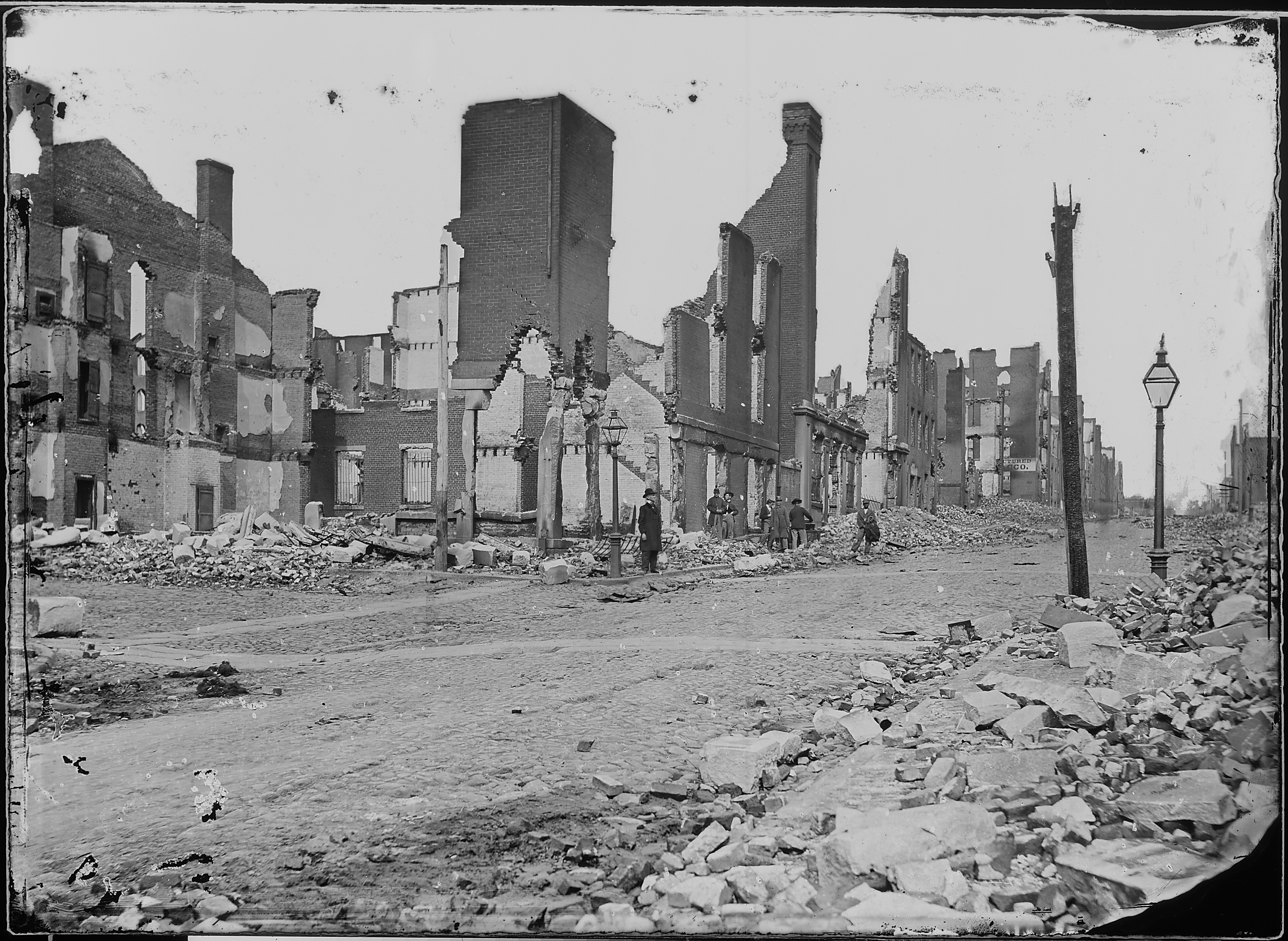
Rovine nel distretto commerciale
Distruzioni nel centro cittadino
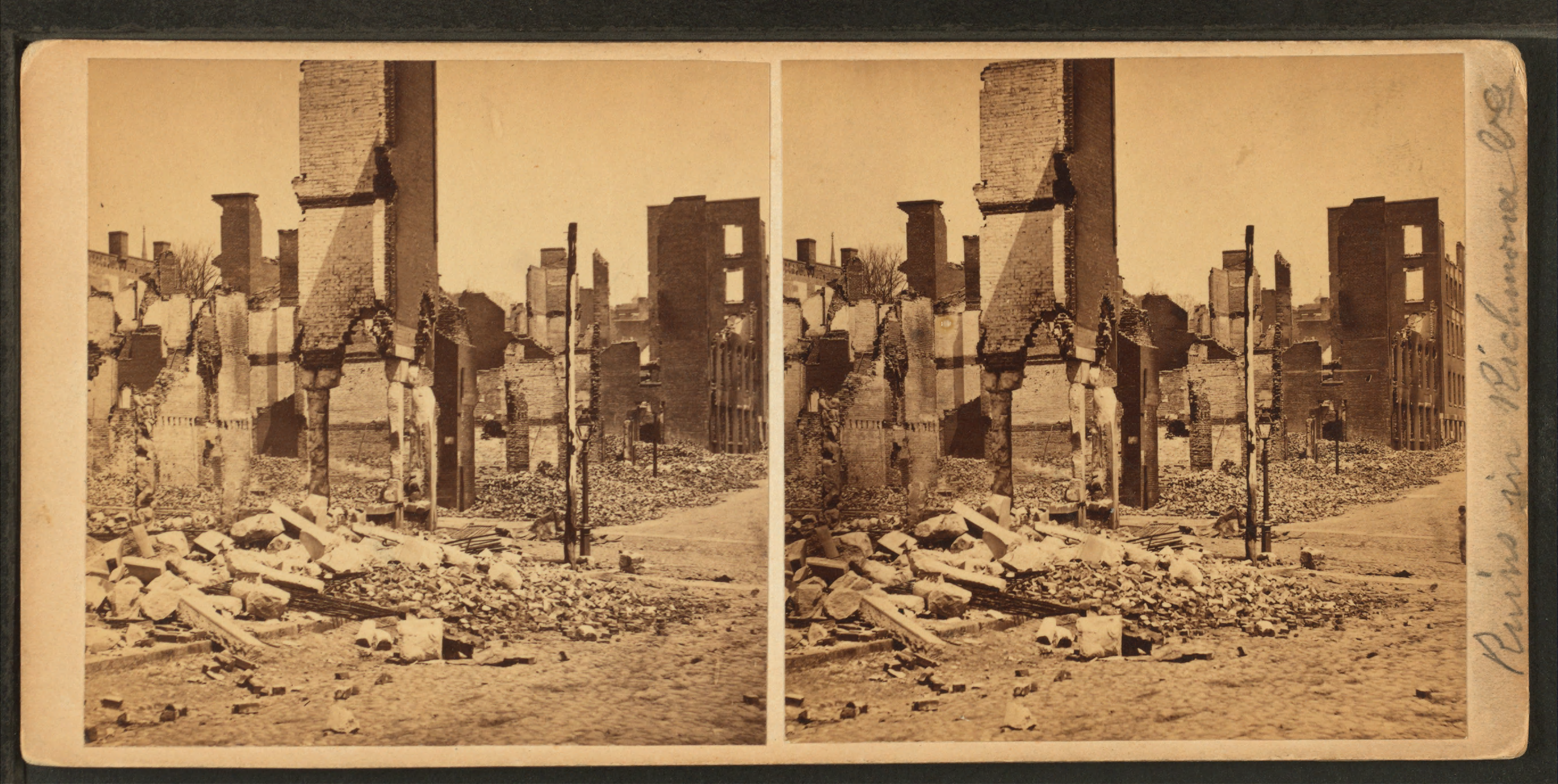
Edifici distrutti
Macerie
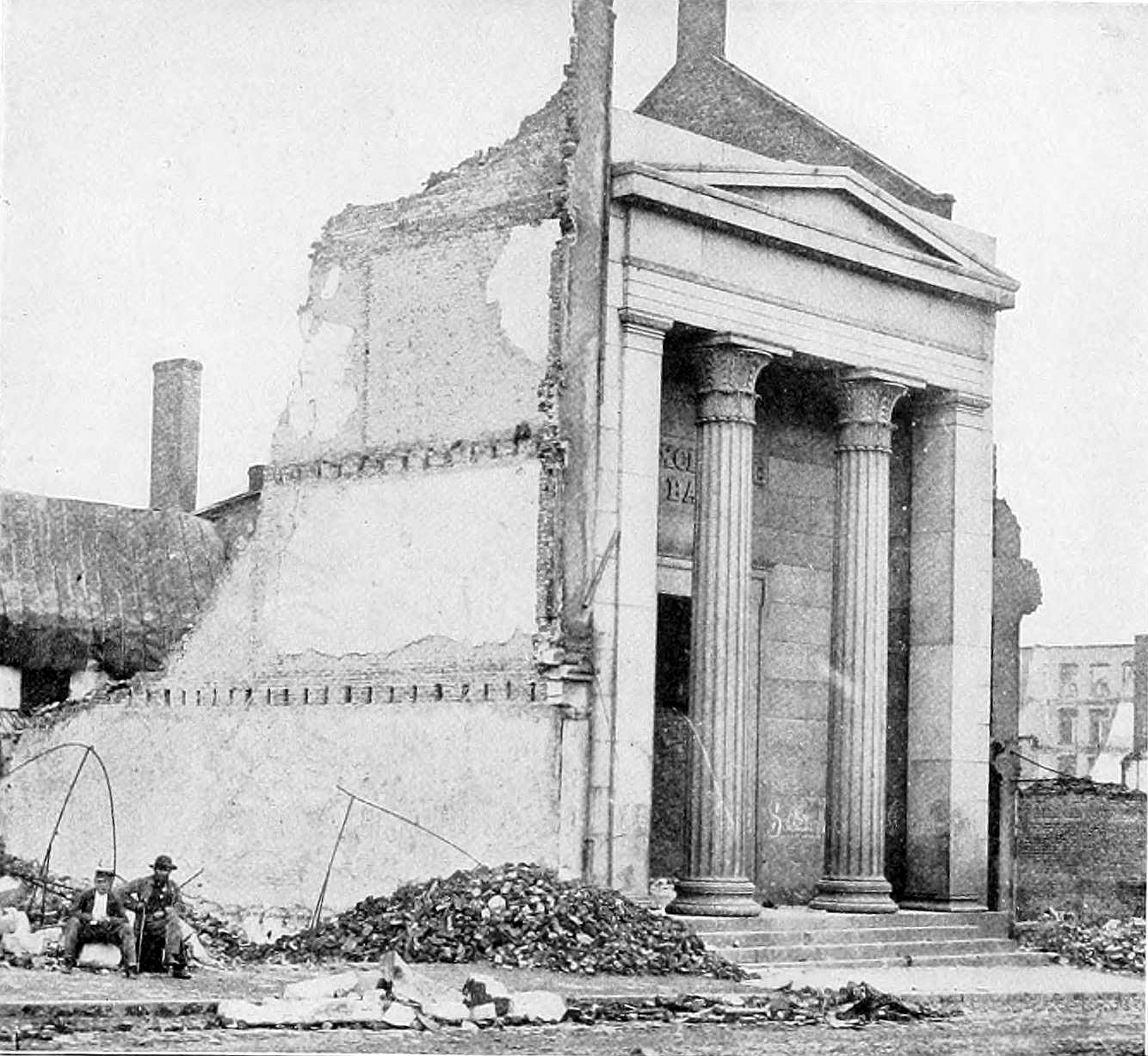
L'esterno della banca cittadina

Cannoni sudisti catturati dopo la presa di Richmond.

Il 9 di aprile il generale sudista Robert Edward Lee si arrese a Grant, ponendo così termine alla battaglia di Appomattox Court House. Entro la stessa settimana, per la precisione la sera del giorno 14 - un Venerdì santo - l'attore nonché simpatizzante confederato John Wilkes Booth mise in esecuzione l'assassinio di Abraham Lincoln al Teatro Ford di Washington.
Il presidente, colpito alle spalle dietro l'orecchio sinistro alle ore 22 e qualche minuto, spirerà dopo una nottata di agonia alle 7:22 della mattinata seguente alla Petersen House.

## Conseguenze
Il "Richmond's Hollywood Cemetery" costituisce l'ultimo luogo di sepoltura di molti protagonisti della guerra civile tra cui il presidente secessionista Jefferson Davis, J. E. B. Stuart, ex Presidente degli Stati Uniti d'America nonché membro del Congresso confederato John Tyler, del governatore della Virginia e dei generali degli Stati Confederati d'America Henry Alexander Wise e William Smith (politico), proprietario della fabbrica "Tredegar Iron Works" e del brigadier generale sudista Joseph Reid Anderson oltre che dei generali George Edward Pickett, Fitzhugh Lee, Henry Heth e John Daniel Imboden.
Una grande pietra piramidale domina il settore dedicato ai soldati confederati, dove oltre 18.000 di loro (molti dei quali rimasti sconosciuti) vi sono sepolti.

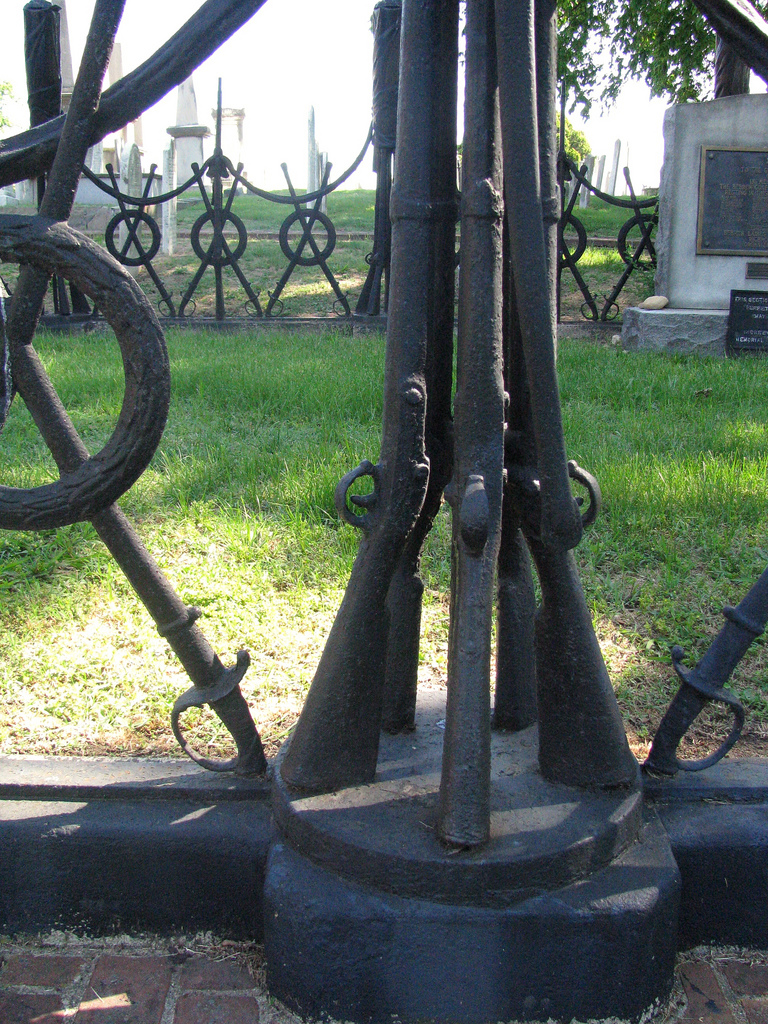
Particolare della recinzione in ghisa del cimitero ebraico di Richmond.

Altri caduti vennero inumati anche all'"Oakwood Cemetery", all'"Shockoe Hill Cemetery" e al "Cemetery for Hebrew Confederate Soldiers" (un settore dedicato del locale cimitero ebraico. Numerosi soldati unionisti che vennero inizialmente fatti seppellire in questi siti saranno successivamente re-interrati poco dopo il termine del conflitto in diversi cimiteri nazionali degli Stati Uniti d'America posti al di fuori della città.
Richmond ospita inoltre un numero rilevante di targhe, indicatori storici e monumenti commemoranti la guerra di secessione e il ruolo assunto dalla città negli Stati Confederati d'America. La "Monument Avenue" fu costruita nel 1887 con tutta una serie di memoriali posizionati su vari crocevia atti ad onorare gli "eroi confederati" della città. Tra questi vi sono inclusi J. E. B. Stuart, Robert Edward Lee, J. Davis, Stonewall Jackson e Matthew Fontaine Maury. Comunque, tutte queste statue (ad eccezione di Robert Edward Lee) furono rimosse nel giugno e nel luglio del 2020.

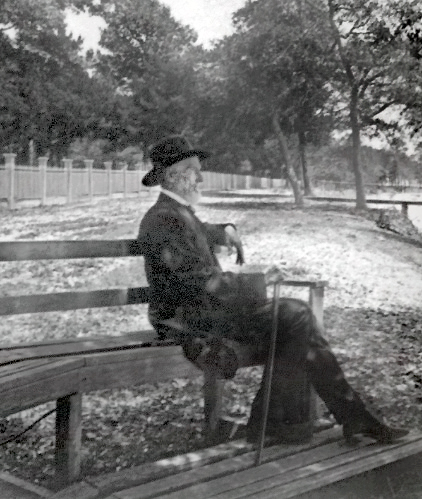
L'ex presidente degli Stati Confederati d'America in una foto del 1885, successiva agli anni di carcerazione.

Il Richmond National Battlefield Park, un nucleo del National Park Service, mantiene e conserva inalterati parecchi campi di battaglia della Campagna peninsulare, ma anche delle azioni militari successive. Un tour guidati attraverso i vari siti in tutte le contee circostanti della città viene gestito dal "Virginia Civil War Trails".
La Casa Bianca della Confederazione, parte del "Museum of the Confederacy" (associazione museale privata non a fini di lucro) è stata sottoposta ad un restauro completo per poter apparire esattamente com'era nel tempo di guerra e rimane aperta per visite giornaliere singole o di gruppo.
Immediatamente accanto ad essa si trova il succitato "Museum of the Confederacy" (ribattezzato American Civil War Museum a partire dal 2014), rinomato a livello internazionale, ospita e conserva la più vasta collezione integra di manufatti ed effetti personali relativi alla Confederazione. Altri complessi museali includono la "Virginia Historical Society".

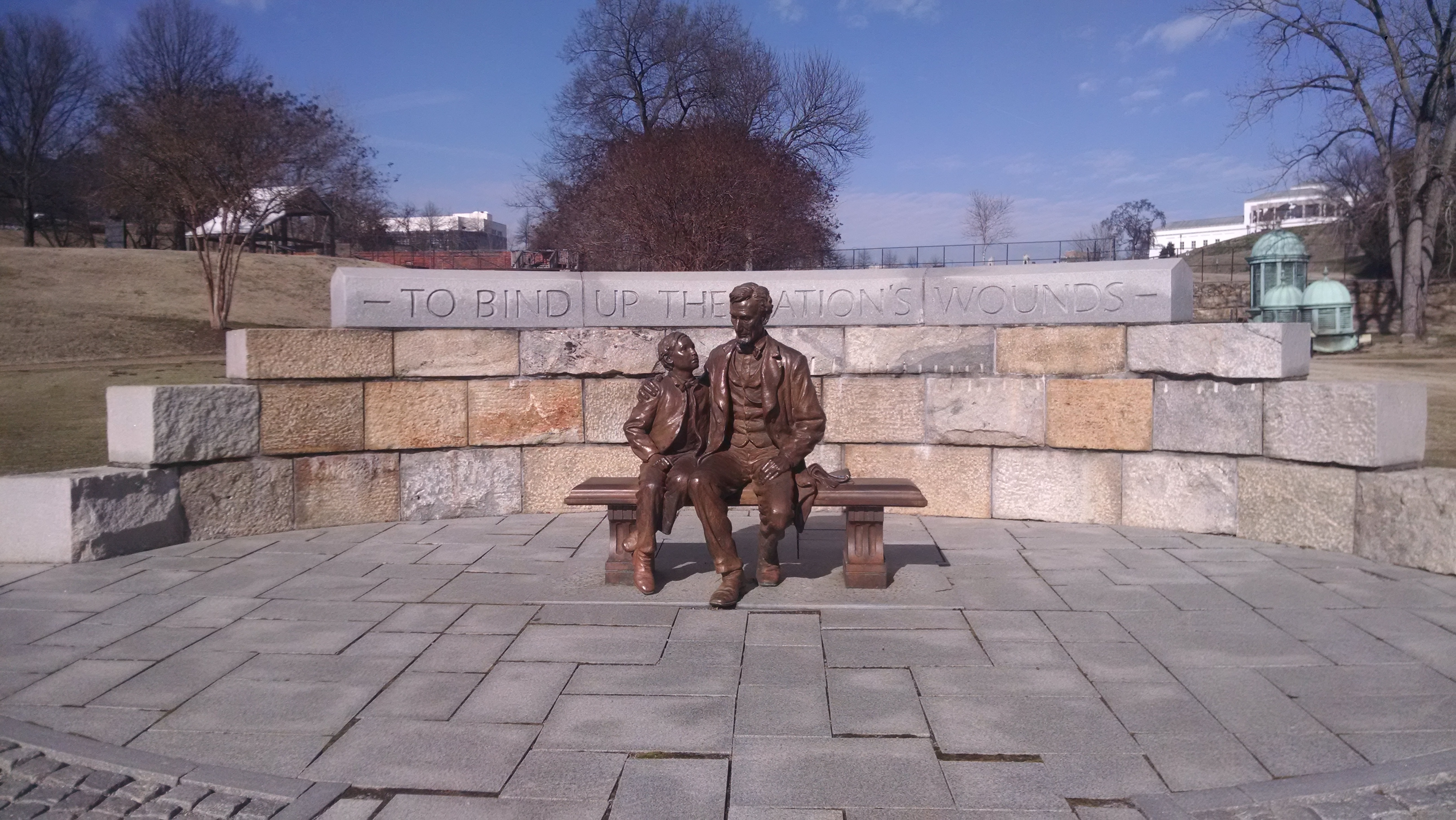
La statua del presidente assieme al figlio Thomas Lincoln III posta all'interno dell'ex Tredegar Iron Works.

Una statua in onore di Abraham Lincoln, commemorante la sua visita effettuata nell'oramai ex capitale secessionista, è stata inaugurata nel 2003, non mancando però di provocare alcune controversie.

## Nella cultura di massa
La canzone della Charlie Daniels Band intitolata Trudy paragona la presa di Richmond da parte di Grant con il narratore che sta "rastrellando patatine fritte proprio come Grant ha preso Richmond" nel corso di una partita di poker.
"Robbie Robertson / The Band" ha scritto The night they drove old Dixie down; uno dei brani fa riferimento a "il 10 maggio [1865] Richmond era caduta, è stata una volta che ricordo - oh! - così bene". Ciò riflette il tempo impiegato dai cittadini del profondo Sud per accettare la sconfitta, o la quantità di tempo necessario alle notizie di raggiungere anche gli abitanti del Tennessee.

### Fonti primarie
- Wixson, Neal E. ed. From Civility to Survival: Richmond Ladies During the Civil War: The Ladies reveal their wartime private thoughts and struggles in compelling diaries and emotional memories (iUniverse, 2012).
- Woodward, C. Vann, ed. Mary Chesnut's Civil War (Yale University Press, 1981), Pulitzer Prize.